# Stentjärnen (Storsjö socken, Härjedalen)
Stentjärnen är en sjö i Bergs kommun i Härjedalen och ingår i Ljungans huvudavrinningsområde.